# Bezirk Colón
Colón ist ein Bezirk (distrito) der Provinz Colón in Panama. Die Einwohnerzahl betrug laut Volkszählung 2023 240.722. Die Hauptstadt ist Colón.

## Gliederung
Der Bezirk Colón ist administrativ in folgende Corregimientos unterteilt:
- Barrio Norte
- Barrio Sur
- Buena Vista
- Cativá
- Ciricito
- Sabanitas
- Salamanca
- Limón
- Nueva Providencia
- Puerto Pilón
- Cristóbal
- Escobal
- San Juan
- Santa Rosa
- Cristóbal Este